# Maria Kiseliova
Maria Kiseliova (en rus Мария Киселёва) (Samara, Unió Soviètica, 1974) és una nedadora de natació sincronitzada russa, ja retirada, guanyadora de tres medalles olímpiques d'or.

## Biografia
Va néixer el 28 de setembre de 1974 a la ciutat de Samara, població situada a la província del mateix nom i al Districte Federal del Volga, que en aquells moments formava part de la Unió Soviètica i que avui en dia forma part de Rússia.

## Carrera esportiva
Va participar, als 21 anys, en els Jocs Olímpics d'Estiu de 1996 realitzats a Atlanta (Estats Units), on aconseguí finalitzar quarta en la prova femenina per equips. En els Jocs Olímpics d'Estiu de 2000 realitzats a Sydney (Austràlia) participà en les dues proves disputades i guanyà la medalla d'or tant en la competició per equips com en la competició de parella al costat d'Olga Brusníkina. En els Jocs Olímpics d'Estiu de 2004 realitzats a Atenes (Grècia) aconseguí revalidar la seva medalla d'or en la competició per equips.
Al llarg de la seva carrera ha aconseguit dues medalles en el Campionat del Món de natació i 8 medalles en el Campionat d'Europa de natació, totes d'or.
En retirar-se de la competició activa passà a dedicar-se a la televisió russa, on ha presentat diversos programes.